# قاعده ضمان ید
از قواعد مشهور و مهمّ فقهی، قاعده «ضمان ید» است که در باب‌های مختلف فقه، مانند: زکات، خمس، حج، بیع فاسد، وقف، عاریه، رهن، صلح، مضاربه، مساقاة، ودیعه، رشوه، به خصوص باب غصب، و برخی دیگر از ابواب فقهی، مورد استفاده قرار می‌گیرد؛ این قاعده برگرفته از حدیث نبوی معروف «علی الید ما أخذت حتّی تؤدّیه» است.
مشهور فقهای امامیّه از این قاعده، مسئله ضمان را استفاده کرده، و بیان داشته‌اند: طبق این قاعده، اگر کسی بدون آن که از طرف مالک مأذون باشد، بر مال دیگری دست یابد، ضامن آن مال خواهد بود؛ و نیز، چنانچه بر مالی که استحقاق اخذ آن را ندارد تسلّط پیدا کند، مانند این که زکات را بگیرد در حالی که فقیر نباشد، ضامن است؛ و فقها برای ضمان، به عموم همین قاعده استدلال نموده‌اند.